# ケント・ミュージック・レポート
ケント・ミュージック・レポート(Kent Music Report)は、音楽ファンのデヴィッド・ケント(David Kent)が1974年5月から1998年まで作成していた週刊の音楽チャートである。1988年以降、ケント・ミュージック・レポートにライセンスを与えていたオーストラリアレコード産業協会が、自身で「ARIAチャート」を作るようになった。
ケント・レポートができる前は、雑誌Go-Setが1966年よりトップ40シングルチャートを、1970年よりアルバムチャートを、それぞれ1974年の廃刊まで作っていた。

## 背景
ケントはEMIとPhonogramレコードという2つの会社で数年音楽業界に籍を置いており、初めは趣味としてレポートを作っていた。「ケント・ミュージック・レポート」は1974年6月に初めて商業的に出版され、予約購読者に配布された。
レポートデータは最初、オーストラリア国内のラジオ局が作るチャートを基にしていた。それからケントが作り上げたランキングシステムに基づいたポイント制を融合させた。ラジオ局のチャート自体は、その地域におけるレコード店が主に売上を基にしたデータを集めて作成していた。（つまり、エアプレイ・チャートではなかった）
1976年、予約購読による資金供給が増え、ケントは小売店の売り上げデータを集めてラジオ局のチャート（同じく売上データを基にしていた）を補おうとした。彼の作業は増え、調査の補助にスタッフが雇われた。数年して、メジャーなレコード会社がケント・ミュージック・レポートを自社のマーケティングに使うようになり、オーストラリア国内で第一のチャートの地位を確立した。
1982年からは、もっぱらケントとスタッフが集めた売上データが使われるようになり、ラジオ局のチャートはチャート作成にはあまり使われないようになっていった。それでも一部のラジオ局のチャートデータは情報を補うために使われていた。
同じ頃、オーストラリアレコード産業協会(ARIA)がメジャーなレコード会社であるEMI、フェスティバル・レコード、CBS（現在のソニー・ミュージックエンタテインメント）、RCA（BMG→ソニー・ミュージックエンタテインメント (米国)となる）、WEA（現在のワーナー・ミュージック）、ポリグラム（現在のユニバーサル）によって設立された。1983年から1988年まではARIAはケントのレポートをARIAのロゴを掲載した上で使うというライセンス協定を結んだ。
ケント・ミュージック・レポートは1987年に「オーストラリアン・ミュージック・レポート」(Australian Music Report、AMR)に名称が変更となった。1988年にはARIAとの協定が終了になり、協会の中でARIAチャートが作成されるようになった。
1998年4月、AMRは出版を終え、ARIAチャートがオーストラリア国内で唯一のチャートになった。

## デヴィッド・ケントによるチャートの出版
1993年、デヴィッド・ケントは「オーストラリアン・チャート・ブック1970-1992」を出版した。これは既に出版していたケント・ミュージック・レポートの1974年5月からのデータを基に作成している。彼は1970年から1974年のデータを埋めるために、1974年5月以前にオーストラリアのラジオ局が出したチャートで彼が入手できたものを基にその時期のチャートをわざわざ作った。この方法で、彼は1940年から1969年にかけてのオーストラリアのチャートを分析し、2005年に「オーストラリアン・チャート・ブック1940-1969」として出版した。1949年以前はオーストラリアではラジオ局のチャートは月刊でしか存在せず、彼の作ったデータにも反映されている。ARIAは公式なオーストラリアのチャートを1988年以降作っているのだが、ケントは今までチャート作成を続けており、そのデータが3冊目のオーストラリアン・チャート・ブックとして出版されている。

## 関連書籍
- David Kent (1993). Australian Chart Book 1970 - 1992. Australian Chart Book, St Ives, N.S.W.. ISBN 0-646-11917-6
- David Kent (2005). Australian Chart Book 1940 - 1969. Australian Chart Book Pty Ltd, Turramurra, N.S.W.. ISBN 0-646-44439-5
- David Kent (2006). Australian Chart Book 1993 - 2005. Australian Chart Book Pty Ltd, Turramurra, N.S.W.. ISBN 0-646-45889-2